# Verband Bayerischer Lokalrundfunk

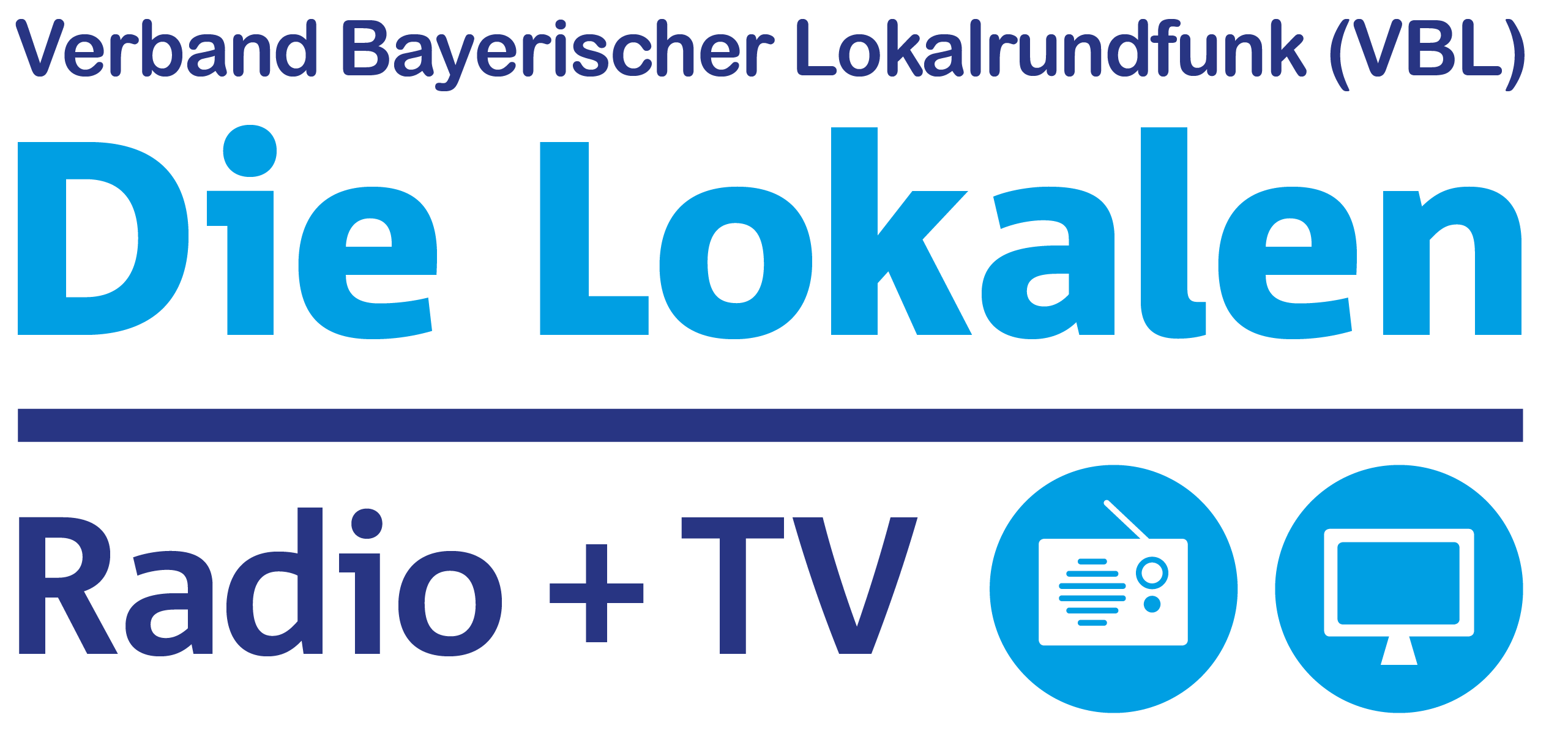
VBL-Logo

Der Verband Bayerischer Lokalrundfunk (VBL) ist ein Interessenverband lokaler und regionaler Rundfunkanbieter und Studiobetriebsgesellschaften in Bayern.

## Geschichte
Der Verband wurde 1984 gegründet und ist die älteste und mit 55 Mitgliedern (Stand März 2019) die mitgliederstärkste Interessenvertretung von Lokalrundfunkgesellschaften. Er setzt sich für die Förderung des privaten Rundfunks in Bayern ein und vertritt entsprechende Interessen der Mitglieder. Er veröffentlicht Stellungnahmen bei der Neufassung von Gesetzestexten und zu Satzungsentwürfen der Bayerischen Landeszentrale für neue Medien (BLM).

## Aufgabenbereiche
- Beratung in den Bereichen Medienpolitik, Sozialpolitik, Technik und Wirtschaft
- Verhandlungen mit den Urheberrechtsgesellschaften (GEMA, GVL)
- Öffentlichkeitsarbeit
- Vertretung der Interessen des Verbandes nach außen auf Landes-, Bundes- und auf internationaler Ebene
- Mitorganisation der jährlichen BLM-Lokalrundfunktage in Nürnberg

## Kontakt
Der VBL hat seinen Sitz in 80336 München, Paul-Heyse-Straße 2–4.